# Misztołtany
Misztołtany (lit. Mištautonys) − wieś na Litwie, w gminie rejonowej Soleczniki, 3 km na zachód od Kamionki, zamieszkana przez 40 ludzi. Przed II wojną światową w Polsce, w powiecie wileńsko-trockim województwa wileńskiego.